# Hans-Jürgen Ziegler
Hans-Jürgen Ziegler (ur. 12 maja 1951) – niemiecki lekkoatleta, specjalista skoku o tyczce. W czasie swojej kariery reprezentował Republikę Federalną Niemiec.
Zajął 13. miejsce w skoku o tyczce na halowych mistrzostwach Europy w 1971 w Sofii oraz 11. miejsce w tej konkurencji na mistrzostwach Europy w 1971 w Helsinkach.
Zdobył srebrny medal w skoku o tyczce na halowych mistrzostwach Europy w 1973 w Rotterdamie, za Renato Dionisim z Włoch, a przed Jeanem-Michelem Bellotem z Francji. Ustanowił wówczas najlepszy wynik w swojej karierze – 5,35 m. 
Był mistrzem RFN w tej konkurencji w 1971, wicemistrzem w 1970 i brązowym medalistą w 1973, a w hali mistrzem w 1971 i 1972 oraz wicemistrzem w 1973.
Startował w klubie KSV Hessen Kassel.